# Senostoma nigropilosum
Senostoma nigropilosum är en tvåvingeart som beskrevs av Barraclough 1992. Senostoma nigropilosum ingår i släktet Senostoma och familjen parasitflugor. Inga underarter finns listade i Catalogue of Life.